# Regiunea Labé
Regiunea Labé este una dintre cele 8 unități administrativ-teritoriale de gradul I ale Guineei. Reședința sa este orașul Labé. Cuprinde prefecturile: Koubia, Labé, Lélouma, Mali, Tougué.